# IJsselveld-Oost

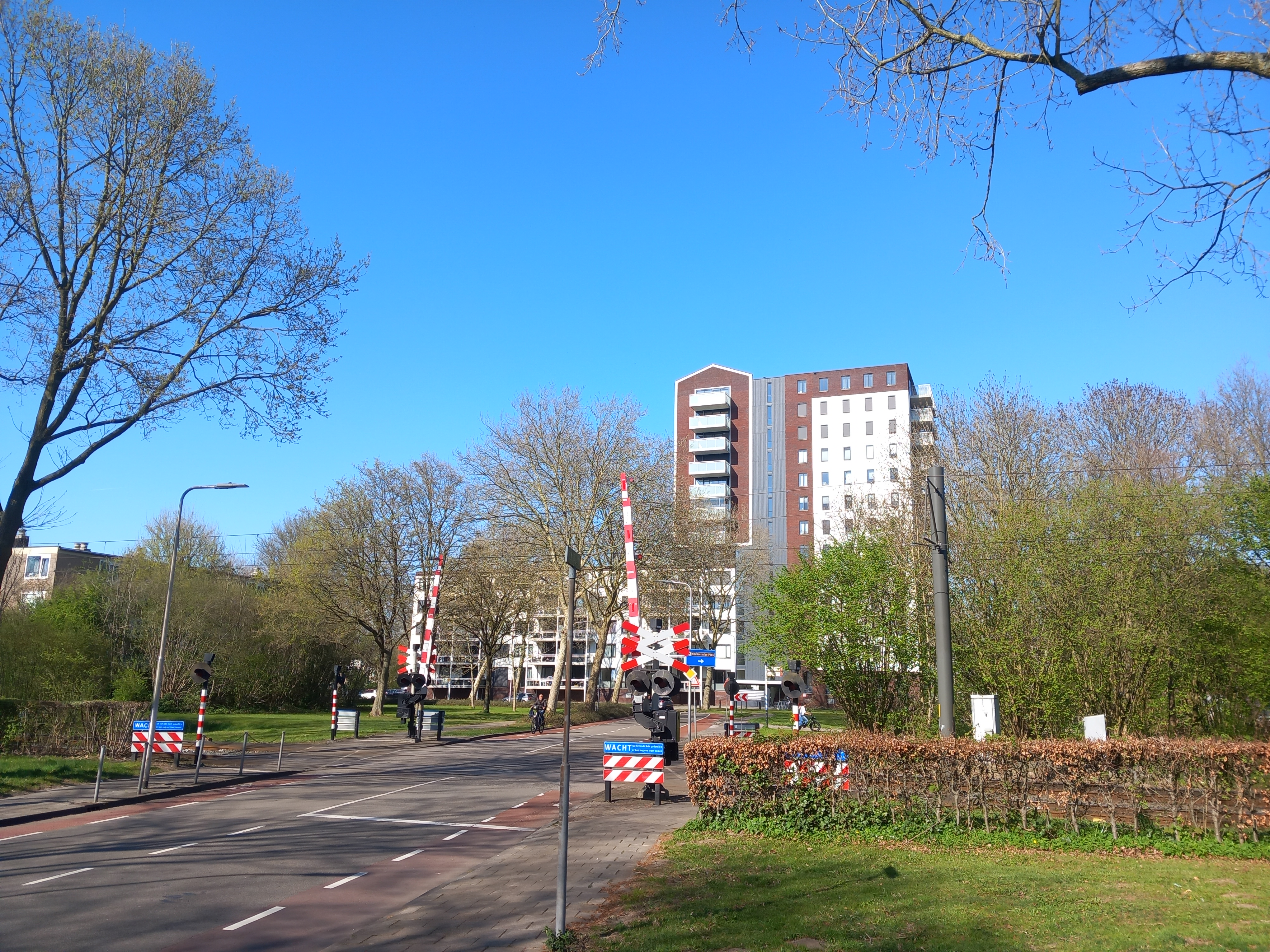
Het flatgebouw Cape Kennedy

IJsselveld-Oost is een buurt van IJsselstein, in de Nederlandse provincie Utrecht. De wijk heeft 2770 inwoners (2023).. 
De buurt grenst met de klok mee aan de buurten IJsselveld-West, Gemeente Utrecht, Rijpickerwaard, Europakwartier en Oranjekwartier. In de buurt zijn meerdere deelgebieden te onderscheiden die een eigen thema hebben dat terugkomt in de straatnamen. Zo zijn er gebieden met als thema Ruimtevaart, Televisie en Edelstenen. Laatstgenoemde gebied loopt door in de naastgelegen buurt IJsselveld-West. 

## Geschiedenis
De buurt is grotendeels gebouwd in de eerste helft van de jaren 70 van de 20e eeuw in de Polder IJsselveld of IJsselveldse polder. Daarvoor kende het gebied een voornamelijk agrarische functie. De bestaande boerderij ’t Veld aan de noordzijde van de buurt bleef gehandhaafd. De bebouwing in de buurt kenmerkt zich door grote gedeeltes met appartementengebouwen (met name in het televisiedeel) en andere gedeeltes met grondgebonden woningen (met name in het ruimtevaartdeel). In de 21e eeuw werd in de zuidoostelijke hoek een appartementengebouw (genaamd Cape Kennedy) gebouwd dat aanzienlijk hoger is dan de overige bebouwing. Ook in de noordwestelijke hoek is een soortgelijk appartementencomplex bijgebouwd.  

## Voorzieningen
De buurt kende twee basisscholen die beide recent gesloopt zijn en plaats zullen maken voor woningbouw. Verder is er een supermarkt aanwezig en tevens een Cruyff Court.

## Openbaar Vervoer
Aan de zuidzijde van de buurt bevindt zich het tracé van de Utrechtse Sneltram met de halte Hooghe Waerd.
Stad: IJsselstein      Buurtschappen: Achtersloot · Klaphek · Knollemanshoek (deels)

Woonwijken: Centrum · Noord · West · Zuid

Woonbuurten: Binnenstad · Nieuwpoort · Groenvliet · Kasteelkwartier · Europakwartier · Oranjekwartier · IJsselveld-Oost · IJsselveld-West · IJsseloevers · Hazenveld en Overwaard · Panoven · De Hoven en De Boomgaard · De Tuinen · Het Hart · De Wereldsteden · De Rivieren · Het Staatse · Benschopperpoort en Het Podium · Achterveld-Zuid · Achterveld-West · Achterveld-Noord · Achterveld-Oost · Eiterse Waard · Landelijk gebied Noord · Landelijk gebied Zuid

Overige buurten: Rijpickerwaard · Paardenveld · Over Oudland · Industrieterrein Lage Dijk · Bedrijventerrein De Corridor
Utrecht · Plaatsen in de provincie      Nederland · Provincies · Gemeenten